# Happy Endings (2.ª temporada)
Happy Endings (segunda temporada), é a segunda temporada do seriado de televisão americano de mesmo nome, que estreou em 28 de setembro de 2011 e foi concluído em 4 de abril de 2012. Em 3 de novembro de 2011, ABC pegou a série para uma plena segunda temporada de 22 episódios. No entanto, o episódio 21 foi rotulado como o final da temporada pela ABC. Apesar do episódio ter sido oficialmente retido para a terceira temporada, o 22º episódio foi ao ar no E4 no Reino Unido em 17 de maio de 2012, e outros mercados internacionais, como parte da segunda temporada.

## Elenco

### Elenco regular
| Ator              | Personagem              |
| ----------------- | ----------------------- |
| Elisha Cuthbert   | Alex Kerkovich          |
| Eliza Coupe       | Jane Kerkovich-Williams |
| Zachary Knighton  | Dave Rose               |
| Adam Pally        | Max Blum                |
| Damon Wayans, Jr. | Brad Williams           |
| Casey Wilson      | Penny Hartz             |

### Elenco recorrente
| Ator            | Personagem | Epsódios |
| --------------- | ---------- | -------- |
| Seth Morris     | Scotty     | 3        |
| James Wolk      | Grant      | 3        |
| Megan Mullally  | Dana Hartz | 2        |
| Brandon Johnson | Daryl      | 2        |